# عمر فطموش
عمر فطموش (بالإنجليزية: Omar Fetmouche)‏ (ولد في برج منايل في 27 أبريل 1955) هو فنان وممثل وكاتب مسرحي جزائري.

## النشأة
ولد فتموش عام 1955 في بلدة برج منايل في منطقة القبائل، وبعدما أنهى دراساته الأساسية في مسقط رأسه، التحق بجامعة الجزائر، حيث حصل على إجازة في اللغة الفرنسية، ثم تابع دراسته ليحصل على درجة الماجستير في الأدب الفرنسي. 

## الحياة المهنية
بدأت مسيرته الفنية بإبداع حركة مينائيل المسرحية في برج منائيل عام 1976 في إطار مسرح الهواة.
في مواجهة نجاح فرقته المسرحية، أنشأ في عام 1982 مدرسة دراما شعبية في برج منايل لتوجيه حماس الشباب للفن الدرامي. 
توج تأليه حركته الفنية عام 1990 عندما أنشأ الشركة الفنية «السندجاب» في مسقط رأسه. 
قاده نجاحه الفني إلى انتخابه عام 1998 أمينًا عامًا للشبكة الجزائرية للمعهد الدولي لمسرح البحر الأبيض المتوسط. 
أمام احتراف فتموش المثبت، تم تعيينه في أغسطس 2004  كرئيس للمسرح الإقليمي في بجاية على مستوى مؤسسة آنا ليند الأورومتوسطية للحوار بين الثقافات.
كان فتموش عضوًا في لجنة تحكيم الدورة الثانية والأربعين للمهرجان الوطني لمسرح الهواة في مستغانم الذي عقد في يونيو 2009. 
كان جزءًا من اللجنة الفنية المسماة بوابات الشبكة (بالفرنسية: Network-Passerelles)‏ التي شكلها أكاديميون ونقاد الفنون المسرحية، وقاد نقاشات مفتوحة خلال المهرجان الوطني لمسرح الهواة السابع والأربعين في مستغانم والذي تم تنظيمه في مايو 2014.
كان أحد أعضاء اللجنة المنظمة لمهرجان المسرح العربي التاسع الذي أقيم في يناير 2017 في وهران ومستغانم. 
شارك فتموش مع فرقة سنجاب في المهرجان الوطني الرابع عشر للمسرح المحترف (FNTP) الذي نظم في مارس 2021 في المسرح الوطني الجزائري محي الدين بشترزي (TNA) في الجزائر العاصمة. 

## الأعمال المسرحية
خلال مسيرته الفنية، كتب فتموش عدة مسرحيات منها: 
- Tahmouna ((بالعربية: اتهمونا)) (1977).[8]
- Setta ou Damma ((بالعربية: ستة ودامة)) (1982).[2]
- Harf B’harf ((بالعربية: حرف بحرف)) (1986).[20]
- Hzam El Ghoula ((بالعربية: حزام الغولة)) (1988).[21]
- Rdjal Ya Hlalef ((بالعربية: رجال يا حلالف)) (1989).[22]
- D’miki y a Oueld d’Afrique ((بالعربية: دميكي يا ولاد دافريك)) (1989).[1]
- Aouicha Ouel Heraz ((بالعربية: عويشة والحراز)) (1991).[23]
- Allam El Baouche ((بالعربية: عالم البعوش)) (1993).[24]
- The wounded smile ((بالعربية: البسمة المجروحة)) (1994).[25]
- Yasmine ((بالعربية: ياسمين)) (1996).[26]
- فاطمة نسومر ((بالعربية: فاطمة نسومر)) (2004).[27]
- Wouhouche.com ((بالعربية: وحوش.كوم)) (2006).[28]
- Ayla Hamla ((بالعربية: عايلة هاملة)) (2006).[29][30]
- Le Fleuve détourné (2007).[31][32]
- Akher Saa ((بالعربية: آخر ساعة)) (2009).[33]
- Les vigiles (2009).[34][35]
- Saha l’artiste (2019).[36][37][38]
- Sinistri ((بالعربية: سينيستري)).[39]
- Muhand u Chaavan ((بالعربية: محند أوشعبان)).[12]
- Uzzu n'Tayri ((بالعربية: أوزو نطايري)).[40]
- Timiqwa n'Tmuchuha ((بالعربية: تيميقوى نتموشوها)).
- Akin Ilbhar ((بالعربية: آكين إيلبحر)).[41]
- Urgagh Mmuthagh ((بالعربية: أورقاغ مموثاغ)).[12]
- The Alpine föhn ((إنجليزية: Le Fœhn)‏).[42]
- The unreason ((إنجليزية: La Déraison)‏).[43]
- ليوناردو فيبوناتشي.[44]
- The True Force ((إنجليزية: La Vraie Force)‏).[45]
- The Memorandum ((إنجليزية: Le Rapport)‏).[46]

## الجوائز
حازت فتموش على جوائز عن إنتاجاتها الفنية في عدة مهرجانات:
    الجائزة الأولى لمهرجان مسرح مستغانم عام 1982. 
    جائزة أفضل نص لمسرحية Wouhouche.com عام 2005.